# Hiperide

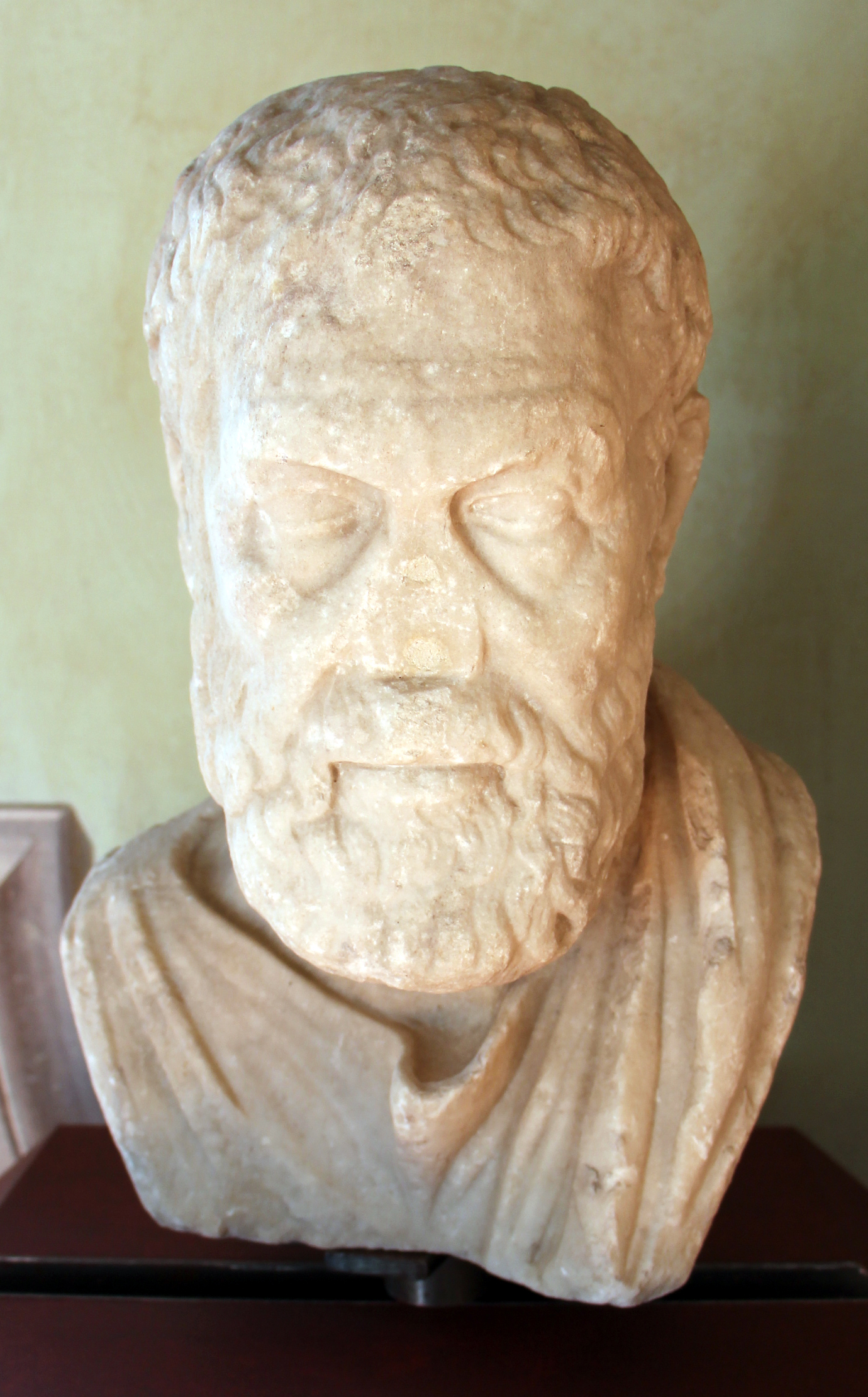
Hiperide

Hiperide (în greacă:  Ὑπερείδης, Hypereidēs;  c. 390 î.Hr. – 322 î.Hr.) a fost un orator și om de stat din Grecia antică.
Arta discursului a învățat-o de la Isocrate.
Ajungând în fruntea partidului democratic, devine, alături de Demostene, unul din adversarii lui Filip al II-lea al Macedoniei.
Devenind ostil acestia, este ucis de oamenii lui Antipater.
Printre cele mai valoroase discursuri ale sale amintim: Împotriva lui Demostene ("Kata Demosthenus"), Pentru Licofron ("Hyper Lykophronos"), Discurs funebru ("Epitaphios" apărut în 322 î.Hr.).
Se remarcă argumentarea pătrunzătoare, minuirea cu ușurință a ideilor, compoziția vie, talentul narativ stilul măsurat și subtil.